# Lactation induite
La lactation induite, ou lactation provoquée, est :
- Chez l'humain : le fait de déclencher la lactation hors contexte de grossesse : femme nullipare ou multipare, mais dont l'allaitement n'est pas induit par l'accouchement du bébé allaité (montée de lait physiologique).  Le terme est quelquefois employé par abus de langage selon l'OMS pour parler de relactation.
- Chez l'animal :  le fait de déclencher la lactation chez une femelle n'ayant jamais été ou ayant déjà été en gestation. Elle permet de nourrir un petit né d'une autre femelle, ou de produire du lait en vue de sa commercialisation.

Les procédures connues sont contraires aux recommandations des  autorités de santé en raison des risques de décès ou d'AVC élevés.

## Différences terminologiques

### Chez l'humain
Plusieurs études scientifiques indiquent que la relactation est le fait pour une femme qui a donné naissance à son propre enfant mais n'a pas allaité initialement ou a arrêté l'allaitement après un certain temps d'allaitement de quelques jours à plusieurs semaines, ou l'augmentation d'une production faible de lait sont considérés comme des relactations,
Une étude indique que la relactation est la reprise de l'allaitement chez le nourrisson qui n'était pas allaité auparavant ou qui a cessé d'être allaité en raison d'une maladie de la mère ou du nourrisson, de problèmes mammaires, du rejet de l'allaitement par le nourrisson, d'une production lactée insuffisante, du changement de point de vue de la mère sur l'allaitement ou de l’adoption.
Selon l'OMS, les termes de lactation induite ou de lactation provoquée sont souvent employés abusivement, alors que le terme relactation devrait être employé.
Pour l'OMS, une femme ayant déjà vécu une grossesse, qu’elle ait ou non donné naissance à l’enfant allaité actuellement et indépendamment de la date de sa dernière grossesse, est en relactation et non en lactation provoquée.

### Chez l'animal
Le terme lactation induite est utilisé pour les animaux multipares également,,.

## Objectif

### Chez l'humain
L'objectif de la lactation induite est d'amorcer la production de lait sans avoir connu de grossesse préalable. Ainsi, une femme peut souhaiter induire une lactation si elle n'est pas gestatrice.
Par exemple, si un enfant a été adopté; ou dans le cas de famille homoparentale comportant deux femmes, ou dans le cas de recours à une mère porteuse.
Les femmes même ménopausées sont susceptibles de pouvoir allaiter par ce biais[réf. souhaitée]

### Chez l'animal
La technique de lactation induite est utilisée en élevage animal, et principalement chez les vaches, pour des raisons de rentabilité économique.
Elle intervient régulièrement chez les chèvres de manière naturelle, lié à l'alimentation, la stimulation des mamelles et l'émulation hormonale des autres chèvres.

## Protocoles chez la femme
Pour pouvoir allaiter sans grossesse, il est nécessaire de suivre l'un des nombreux protocoles expérimentaux proposés. Aux États-Unis, ni l'American Academy of Pediatrics, ni l'American Academy of Family Physicians, ni l'American College of Obstetricians and Gynecologists ni l'Academy of Breastfeeding Medicine n'ont agréé l'un de ces protocoles. Ce protocole peut consister à la prise d'une pilule contraceptive pendant plusieurs mois pour simuler une grossesse, puis l'arrêt de la pilule, la prise de dompéridone et la stimulation physique régulière des seins avec un tire-lait. La dompéridone étant réduite ou arrêtée lorsque la lactation devient régulière et suffisante. Cette utilisation de la dompéridone se fait malgré les mises en garde du fabricant et des interdictions pour cet usage dans de nombreux pays, en raison des effets secondaires indésirables lors de la prise ou en cas d'arrêt brusque,. Parmi ces risques, une étude de 2013 fait état de 200 morts subites cardiaques pour la France, malgré les précautions prises pour en limiter les risques.

## Référence
1. ↑  Anita Mehta, Arvind Kumar Rathi, Komal Prasad Kushwaha et Abhishek Singh, « Relactation in lactation failure and low milk supply », Sudanese Journal of Paediatrics, vol. 18, no 1,‎ 2018, p. 39–47 (ISSN 0256-4408, PMID 30166761, PMCID 6113782, DOI 10.24911/SJP.2018.1.6, lire en ligne, consulté le 28 octobre 2019) :« Relactation is the process by which a women who have given birth but, did not initially breastfed or has stopped after BF for few days to few weeks, is stimulated to lactate [5]. It includes increasing a LMS also »
2. ↑  « Memoire Online - Facteurs associés à la pratique de l'allaitement maternel exclusif durant les six premiers mois de vie du nourrisson à l'Hôpital gynéco-obstétrique et pédiatrique de Yaoundé - FAYCAL », sur Memoire Online (consulté le 28 octobre 2019) : « Ablactation : Arrêt complet de l'allaitement maternel.

Relactation : Processus qui consiste à allaiter de nouveau un enfant qui avait été ablacté pour quelque raison que ce soit. »
3. ↑  (en) Burcu Kayhan-Tetik, Aylin Baydar-Artantaş, Gamze Bozcuk-Güzeldemirci, Yusuf Üstü et Gonca Yılmaz, « A case report of successful relactation. », The Turkish Journal of Pediatrics,‎ mars 201 (lire en ligne, consulté le 28 octobre 2019) :« The term 'relactation' is used for the resumption of breastfeeding in infants who were not breastfed before or who quit suckling due to an illness of the mother or infant, breast problems, rejection of suckling by the infant, insufficient milk production, the mother's change of mind about breastfeeding, or adoption.Relactation is a laborious process that requires motivation and trained personnel. »
4. 1 2  « LA RELACTATION » (consulté le 28 octobre 2019) : « Remettre en route l’allaitement est cependant chose possible. Toute femme ayant cessé d’allaiter, récemment ou par le passé, est en mesure de rétablir sa production lactée, qu’il s’agisse d’allaiter son propre enfant ou à la suite d’une adoption, et sans nécessité d’une nouvelle grossesse. Les termes relactation et lactation provoquée sont fréquemment employés abusivement. Certains auteurs recourent au terme lactation « provoquée » lorsqu’ils font allusion à une femme ayant allaité son propre enfant par le passé et recourant ultérieurement à cette pratique à la suite d’une adoption. n, ou
dans le cas d’une grand-mère allaitant sont petit-fils ou sa petite-fille. On notera que dans le présent
rapport, le terme relactation est utilisé lorsqu’est évoqué le cas d’une femme ayant déjà vécu
une grossesse, qu’elle ait ou non donné naissance à l’enfant allaité actuellement et indépendamment de la
date de sa dernière grossesse. »
5. ↑  (en) Delouis C, Djiane J, Kann G et Terqui M, « [Lactation induite chez des vaches multipares et des génisses par administration d'hormones stéroïdes [œstradiol 17 bêta et progestérone] pendant sept jours]. », Annales de Biologie Animale Biochimie Biophysique,‎ 1978 (ISSN 0003-388X, lire en ligne, consulté le 28 octobre 2019)
6. ↑  « Induced lactation in cows and heifers by short-term treatment with steroid hormones » (consulté le 28 octobre 2019)
7. ↑  « Mammary metabolism in the goat during normal or hormonally-induced lactation » (consulté le 28 octobre 2019)
8. ↑  Claude, « La lactation induite » (consulté le 15 mai 2024)
9. ↑  « Lactation induite : allaiter un bébé adopté », sur Doctissimo (consulté le 26 octobre 2019)
10. 1 2  Lise Dauvignac, « La lactation induite chez les mères sociales des couples homoparentaux féminins », sur ccsd.cnrs.fr, 2017 (consulté le 26 octobre 2019)
11. ↑  « FiBL - Étude des paramètres d’apparition d’une lactation chez les chèvres non gestantes », sur www.fibl.org (consulté le 4 octobre 2024)
12. 1 2  Katherine M. Evans, « Induced Lactation », sur scholarworks.uvm.edu-date, juin 2019
13. ↑  « Drugs and Lactation Database (LactMed) - Domperidone », sur ncbi.nlm.nih.gov, 20 juillet 2019
14. ↑  David Paitraud, « Dompéridone : une étude française pointe à nouveau le risque de mort subite cardiaque, l'ANSM rappelle les précautions instaurées en 2014 », sur Vidal, 9 avril 2015 (consulté le 15 mai 2024)